# Zdeňka Lorencová
Zdeňka Lorencová, uměleckým jménem Zdena Lorencová (* 18. prosince 1947 Praha), je česká zpěvačka populární hudby, hudební skladatelka, textařka, 20. století, šansoniérka a filmová herečka, scenáristka, novinářka, vystudovaná zahradní architektka, básnířka - autorka písniček a básniček pro děti. Její hudební tvorba je známá především ze 70. let 20. století.
Zdena Lorencová původně vystudovala zahradní architekturu na VŠZ v Praze. Poté, co nebyla přijata z politických důvodů na pražskou DAMU (1969), studovala v letech 1982–1984 na Konzervatoři Jaroslava Ježka obor skladba a aranžmá pod vedením Věroslava Neumana.
V letech 1955–1965 zpívala v Dětském pěveckém sboru Českého rozhlasu, v roce 1956 vyhrála v celostátním kole Soutěže tvořivosti mládeže ve zpěvu, roku 1969 zvítězila na Folk Singers festivalu v Praze, roku 1970 na jihlavském Festivalu mladých zpěváků pop music, v roce 1971 na Intertalentu ve Zlíně, roku 1971 získala Plaketu Mikrofónu za osobitý přínos pop-music a Zlatou Kytaru od Folk a country klubu v Praze.
Od roku 1972 se začala pěvecké dráze věnovat profesionálně. V tomto roce také obdržela nejvíce hudebních ocenění (Plaketu Panton za výrazný tvůrčí vklad při interpretaci pop-music, tři stříbrné Bratislavské lyry za hudbu, text a interpretaci písně Koukol) a reprezentovala naši pop-music na festivalu v Cannes, Festivalu rozhlasových písní v Zagrebu, na Dnu česko-polského přátelství ve Wroclawi a také měla recitál ve Švédské televizi. Od roku 1973 do 1976 ještě posbírala mnohá ocenění doma i v zahraničí (mimo jiné na Festivalu mládeže v Berlíně a na Kubě).
Největších úspěchů dosáhla především díky písním Absolutno, Cinky linky, Zpívej dál a Z Malostranských dvorků. Lorencová úzce spolupracovala i s filmem. Roku 1965 zpívala píseň Sluníčko ve Formanově filmu Konkurz a o rok později hrála a zpívala v jeho filmu Lásky jedné plavovlásky. Později nazpívala hit Žluťásku dětského filmu Přijela k nám pouť a písně dětského filmu Slůně (režie Vít Olmer), kterých byla sama autorkou. Tvorba pro děti se stala její hlavní činností. Napsala texty k písním pohádky Anička s lískovými oříšky a vydala básnickou sbírku pro děti Měly myši školu.

## Diskografie
- Les chansons tchéques, slovaques et de la Moravie (LP, Vogue, Paříž 1969)
- Folklore de Tchécoslovaquie - Chansons slovaques, tchèques et de Bohême (LP, Vogue CLVLX 309, Paříž 1969)
- Rosa canina (LP, Panton, Praha 1971)
- Tady jsem (LP, Panton, Praha 1974)
- Představy (LP, Panton, Praha 1980)
- Neplač muchomůrko (MC, Panton, Praha 1988)
- Cinky linky ze vzpomínky (CD/MC, Praha, Radioservis 1995)
- Kouzelník pan Hú (CD/MC, Preston, Benešov 1998)
- Ryba hovoří (CD, Dubné u Českých Budějovic, Aplaus 2004)